# شهرستان تورژوکسکی
شهرستان تورژوکسکی (به لاتین: Torzhoksky District) یک شهرستان در روسیه است که در استان تور واقع شده‌است.